# Cá mồi

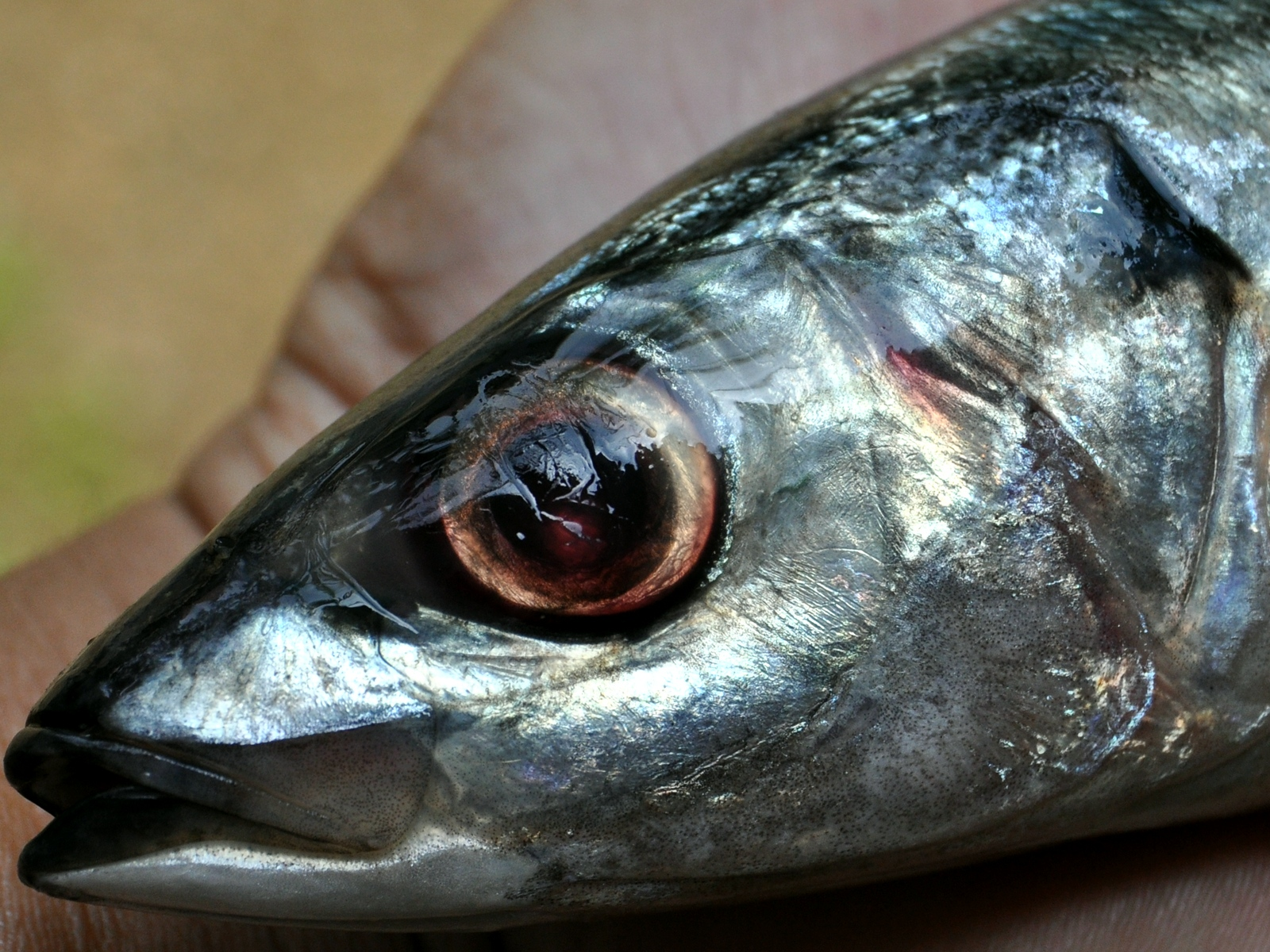
Cá nục là một trong những loài cá mồi nhử thông dụng

Cá mồi hay cá mồi nhử, mồi cá là các loại cá nhỏ được đánh bắt sử dụng làm mồi nhử để thu hút loài cá săn mồi lớn hơn, đặc biệt là phục vụ cho cá câu giải trí trong trò câu cá. Loài được sử dụng thường là những con cá phổ biến và sinh sản nhanh chóng, làm cho chúng dễ dàng tìm và cung cấp được thường xuyên cho nhu cầu.
Ví dụ về mồi câu cá biển là cá cơm và cá nục. Một số loài cá lớn hơn như cá mòi dầu, cá bay có thể được coi là mồi câu cá tùy thuộc vào kích thước của cá để được cá săn theo đuổi. Cá mồi nước ngọt bao gồm bất kỳ loài cá của cá con hoặc họ cá chép (Cyprinidae), Catostomidae, cá tuế đầu hoặc Cyprinodontidae, cá trích sông (Clupeidae), Osteichthyes hoặc cá thái dương (Centrarchidae).

## Đặc điểm
Mồi câu cá có thể được sử dụng đối với cá thức ăn gia súc hay cá thực phẩm. Mồi câu cá là một thuật ngữ được sử dụng đặc biệt là ngư dân đi vui chơi giải trí, mặc dù ngư dân thương mại cũng bắt cá mồi câu và bẫy. Cá thức ăn gia súc hay cá thực phẩm là một thuật ngữ thủy sản, và được sử dụng trong bối cảnh của ngành thủy sản. Cá thức ăn gia súc là những con cá nhỏ đang săn đuổi trong tự nhiên bởi những kẻ săn mồi lớn hơn cho thực phẩm.
Những kẻ săn mồi có thể con cá lớn hơn khác, chim biển và động vật biển. Mồi câu cá, ngược lại, là cá được đánh bắt bởi con người sử dụng làm mồi cho con cá khác. Những thuật ngữ này cũng chồng lên nhau theo nghĩa là hầu hết mồi câu cá cũng là cá thức ăn gia súc, và hầu hết cá thức ăn gia súc cũng có thể được sử dụng như mồi câu cá.

## Tập tính

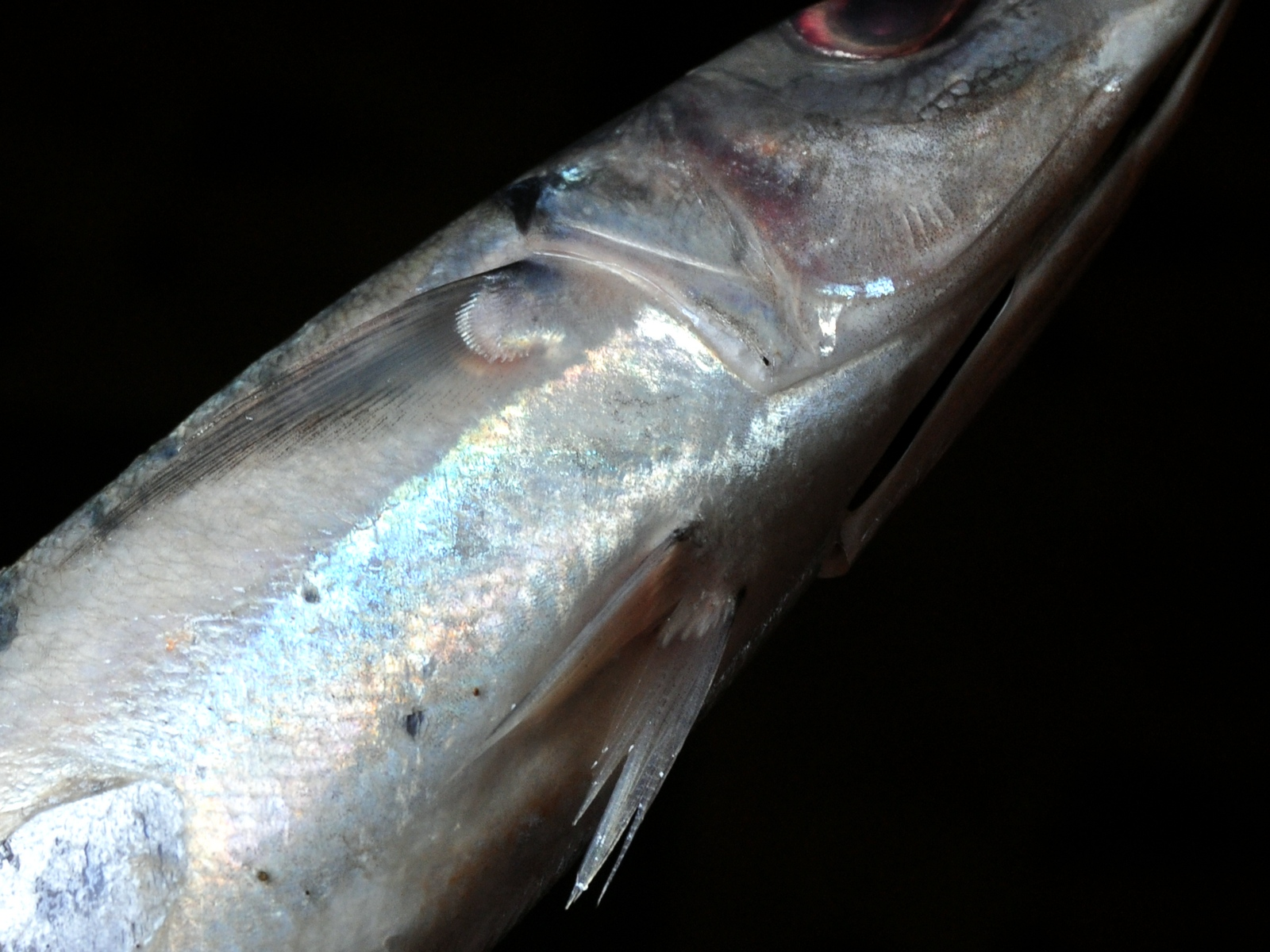
Màu sắc ánh bạc của những con cá mồi sẽ thu hút những kẻ săn mồi

Mồi có thể bị thu hút hoặc thông qua mùi hương, hoặc bằng cách sử dụng ánh sáng thực sự hoạt động bằng cách thu hút động vật phù du, là nguồn thức ăn chính cho nhiều cá mồi, sau đó được rút ra. Mồi câu cá cũng có thể được sử dụng đối với những kẻ ăn cá. Cá trung chuyển là một thuật ngữ được sử dụng đặc biệt trong bối cảnh của hồ cảnh cá cảnh. Nó đề cập khái niệm tương tự, cá nhỏ được ăn cá bởi lớn hơn (cá lớn nuốt cá bé), nhưng thích nghi để sử dụng trong một bối cảnh khác nhau về cơ bản.
Mồi câu cá được tiêu thụ bởi những loài lớn hơn, những kẻ săn mồi dưới nước. Bơi trong nước đại dương với cá mồi có thể bị nguy hiểm đến tính mạng vì vô số kẻ thù rình rập xung quanh chúng chẳng hạn như những con cá này thu hút cá mập một loài săn mồi tàn bạo khát máu. Mồi câu cá đôi khi sẽ sử dụng con cá mập voi như một lá chắn khỏi các kẻ thù khác của chúng như cá ngừ, cá ngừ thường thận trọng tiếp cận cá mập do đó chúng sẽ bơi quanh cá mập khi gặp cá ngừ.
Cá mập không thể tấn công con cá mồi một các dễ dàng, khi chúng liên tục bơi trên lưng và quá nhanh chóng cho cá mập để cơ động miệng của nó vào vị trí mà thực hiện một cú táp nuốt. Tuy nhiên, những con cá mập có thể lặn sâu, nơi mà các cá mồi không thể làm theo, và như những kẻ săn mồi khác cuối cùng đã dám tấn công những con cá mồi bị mắc kẹt, những con cá mập trở lại để ăn nhiều cá mồi những loài đã cùng với cá ngừ tấn công.

## Sử dụng
Có một ngành công nghiệp mồi câu cá tại Bắc Mỹ, cung cấp chủ yếu là ngư dân vui chơi giải trí, có lẽ giá trị một tỷ đô la mỗi năm. Ngư dân không sử dụng mồi câu cá thực sự, nhưng sử dụng ruồi nhân tạo tương tự như loài cá khác nhau mồi để bắt cá khác. Mồi câu cá thường sống ngắn ngủi và sinh sôi nảy nở đẻ con đẻ cái rất nhiều.
Điều này có nghĩa là số lượng của chúng có thể biến động nhanh chóng, và chúng thường có thể phục hồi một cách nhanh chóng khi cạn kiệt. Quy định có thể tồn tại để ngăn chặn khai thác quá mức, như ở Arkansas và Massachusetts. Các nghiên cứu của ngành thủy sản và các cơ quan bảo tồn theo dõi sức khỏe của các quần thể cá mồi, cho phép các chính phủ trong khu vực để thiết lập hạn ngạch.

## Hình ảnh

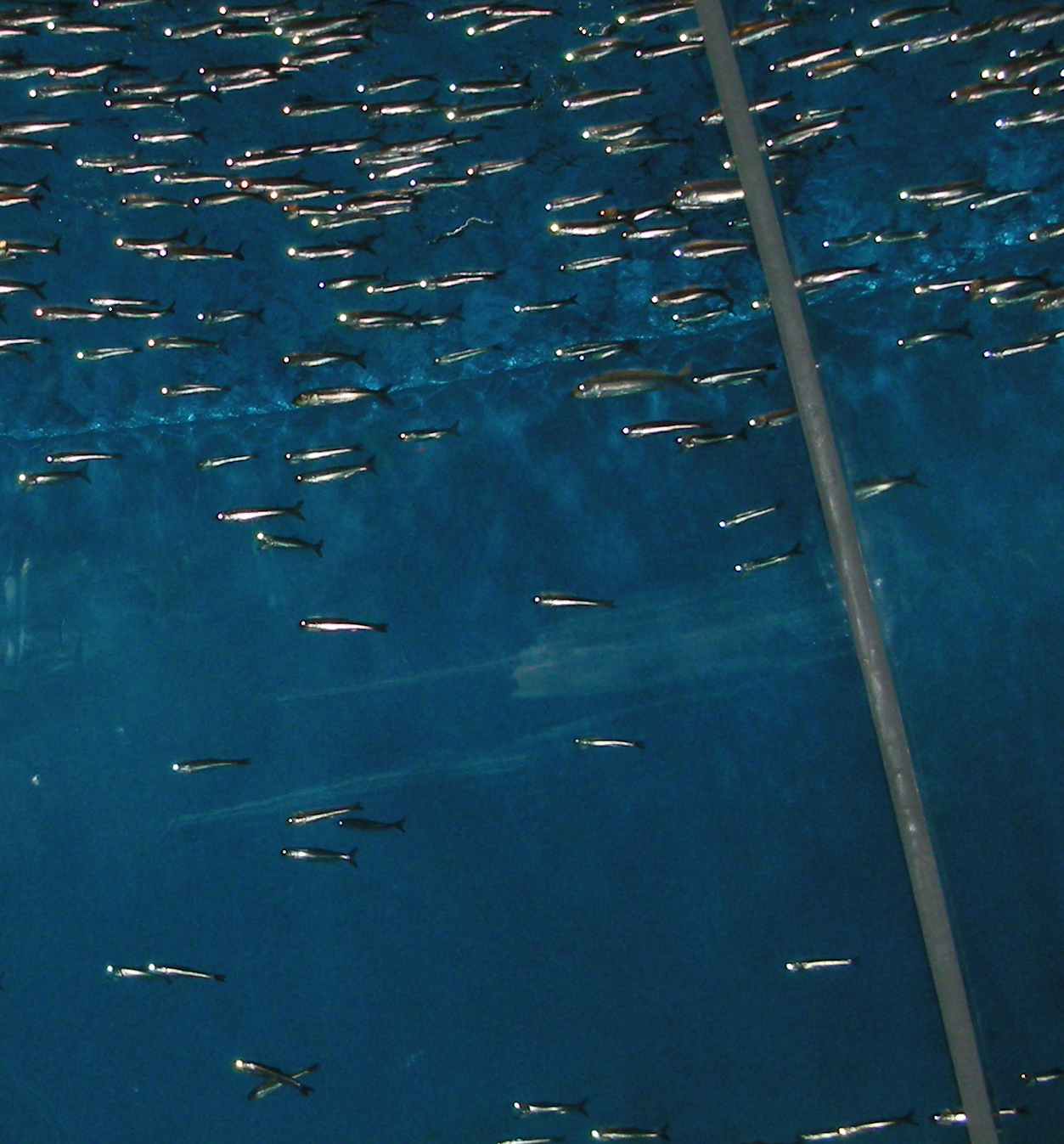
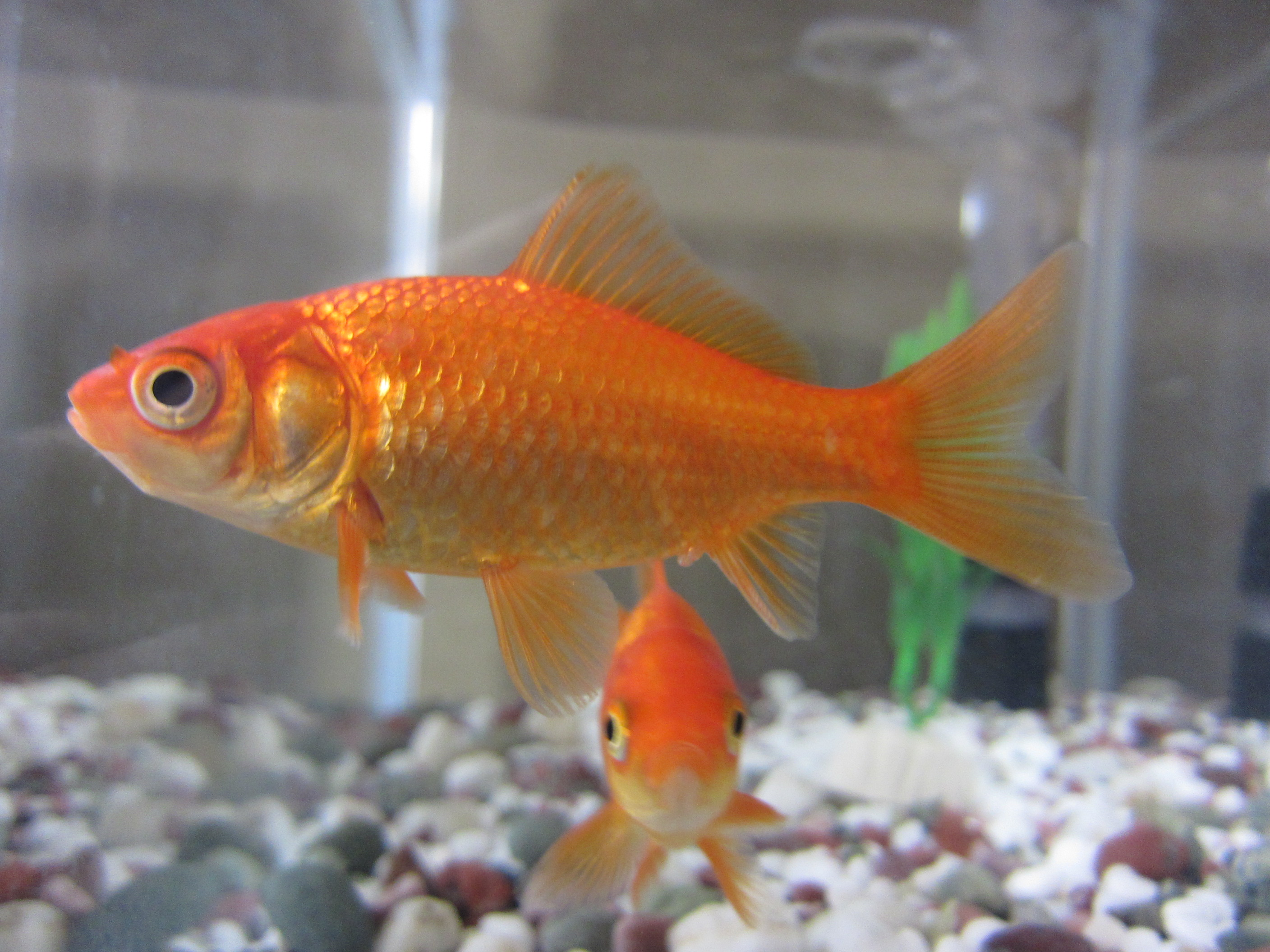
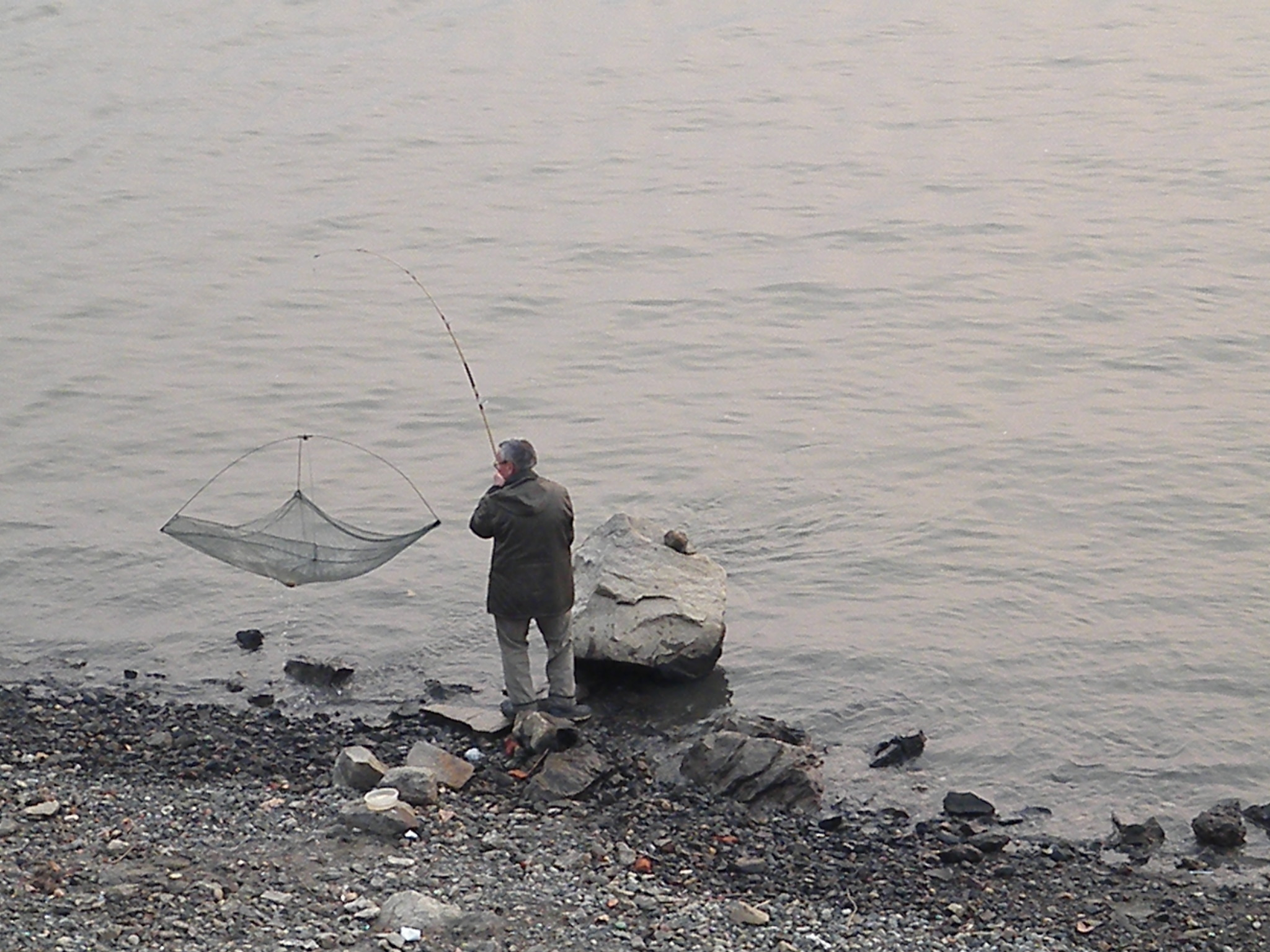